# Country Strong - Original Motion Picture Soundtrack
Country Strong - Original Motion Picture Soundtrack è la colonna sonora per il film uscito nel 2010 Country Strong. L'uscita dell'album è stata anticipata dal singolo Country Strong interpretata dall'attrice, nonché protagonista del film, Gwyneth Paltrow. Tra le altre interpreti appare Leighton Meester, che nel film interpreta Chiles Stanton.

## Tracce
Country Strong - Original Motion Picture Soundtrack
1. Country Strong - Gwyneth Paltrow - 4:15
2. Love Don't Let Me Down - Chris Young & Patty Loveless - 2:57
3. A Little Bit Stronger - Sara Evans - 5:03
4. Chances Are - Garrett Hedlund - 3:25
5. Liars Lie - Lee Ann Womack - 5:19
6. She's Actin' Single (I'm Drinkin' Doubles) - Ronnie Dunn - 3:28
7. Shake That Thing - Gwyneth Paltrow - 3:54
8. Thirsty - Hank Williams, Jr - 3:12
9. Give In to Me - Faith Hill - 4:11
10. Timing Is Everything - Trace Adkins - 3:28
11. Words I Couldn't Say - Leighton Meester - 4:26
12. Coming Home - Gwyneth Paltrow - 4:13
13. Me and Tennessee - Gwyneth Paltrow & Tim McGraw - 4:43

Country Strong - More Music from the Motion Picture
1. Silver Wings - Garrett Hedlund - 3:21
2. A Little Bit Stronger - Leighton Meester - 5:17
3. A Fighter - Gwyneth Paltrow - 4:33
4. Hard Out Here - Garrett Hedlund - 3:09
5. Summer Girl - Leighton Meester - 3:22
6. Keep Me Hangin' On - Jypsi - 3:36
7. Take Me Away - Hayes Carll - 4:12
8. Kissin' In Cars - Jesse Lee - 3:30
9. Turn Loose the Horses - Garrett Hedlund - 3:05
10. Travis - Gwyneth Paltrow - 4:49
11. Fly Again - Nikki Williams - 3:55
12. Give In to Me - Garrett Hedlund & Leighton Meester - 3:29
13. Hide Me Babe - Garrett Hedlund - 3:08
14. Timing Is Everything - Garrett Hedlund - 3:24